# Euproctis inconspicua
Euproctis inconspicua is een vlinder uit de familie spinneruilen (Erebidae), onderfamilie donsvlinders (Lymantriinae). De wetenschappelijke naam van deze soort is voor het eerst geldig gepubliceerd in 1899 door Leech.
De soort komt voor in tropisch Afrika.